# 콘드리메니아과
콘드리메니아과(Chondrymeniaceae)는 진정홍조강 돌가사리목에 속하는 홍조식물과의 하나이다. 3속 6종으로 이루어져 있다.

## 하위 속
- 콘드리메니아속 (Chondrymenia) - 유일종 C. lobata
- Crebradomus - 유일종 C. gongylocarpus
- Dissimularia - 4종